# Les Adrets
Les Adrets är en kommun i departementet Isère i regionen Auvergne-Rhône-Alpes i sydöstra Frankrike. Kommunen ligger i kantonen Goncelin som tillhör arrondissementet Grenoble. År 2022 hade Les Adrets 1 072 invånare.

## Befolkningsutveckling
Antalet invånare i kommunen Les Adrets
Referens:INSEE